# Gordon Jenkins
Gordon Hill Jenkins (* 12. Mai 1910 in Webster Groves, Missouri; † 1. Mai 1984 in Los Angeles, Kalifornien) war ein US-amerikanischer Musiker, Komponist und Arrangeur. Er schrieb unter anderem Goodbye, die Schluss-Erkennungsmelodie von Benny Goodman.

## Leben

### Anfänge
Gordon Jenkins, Sohn eines Dorfpianisten und Pfarrorganisten, beherrschte schon zur Jugendzeit gut ein Dutzend Instrumente und schrieb eigene Arrangements. Er begann seine Karriere 1931 im Orchester von Isham Jones, nachdem er bei einem Auftritt der Band in St. Louis kurzfristig für den erkrankten Pianisten eingesprungen und spontan als Arrangeur verpflichtet worden war. 1933 schrieb er für das Orchester von Woody Herman Blue Prelude; 1935 folgte mit Goodbye sein wohl bekanntestes Lied, das von Benny Goodman als Erkennungsmelodie am Konzertschluss adaptiert wurde. Beide Stücke wurden zu bis heute weltweit vielinterpretierten Standards.

### Karriere
Seit 1936 komponierte und arrangierte Jenkins – zunächst anonym, seit den 1940er Jahren unter eigenem Namen – Filmmusik für die Paramount-Studios, deren Musical Director er später lange Jahre war. Dem Genre blieb Jenkins bis in seine letzten Jahre hinein (The First Deadly Sin, 1980, mit Frank Sinatra und Faye Dunaway) verbunden.
Daneben arbeitete Jenkins seit 1939 als Arrangeur und Orchesterleiter für zahlreiche Radioshows bei NBC, unter anderem auch für Dick Haymes, über den er zum Label Decca stieß. Dort arbeitete er außer mit Haymes auch erfolgreich mit Stars wie Bing Crosby, Billie Holiday, Al Jolson, Ella Fitzgerald, den Andrews Sisters und Louis Armstrong (für den er den Evergreen Blueberry Hill arrangierte) zusammen, reüssierte aber ebenso mit selbstgeschriebenen Songs wie San Fernando Valley (1944). Als Musical Director bei Decca etablierte er 1949 mit großem Erfolg die Folkgruppe The Weavers (Goodnight Irene, 1950). 
1956 wechselte Jenkins zum Label Capitol. Dort begann seine mehrjährige Zusammenarbeit mit Judy Garland (Alone, 1956), die er auch bei einigen ihrer Europakonzerte als Dirigent begleitete, und Nat King Cole (Love Is The Thing, 1956), für den er unter anderem Stardust orchestrierte, und führte beide Künstler zu einigen ihrer besten gesanglichen Leistungen.
Am längsten dauerte seine vor allem auf melancholische, von Streichern untermalte Balladenalben konzentrierte Zusammenarbeit mit Frank Sinatra (Where Are You?, 1957; No One Cares, 1959), die später bei Reprise mit weiteren Alben und Singles bis 1981 (She Shot Me Down) fortgesetzt wurde und mit September Of My Years (1965) ein mehrfach Grammy-prämiertes Album hervorbrachte, auf dem unter anderem It Was a Very Good Year (ebenfalls Grammy-prämiert) zu hören ist. Für Sinatras Fernsehspecials konzipierte und arrangierte Jenkins zwischen 1965, 1966 und 1973 auch drei längere „Saloon-Medleys“.
Zusammen mit Harry Nilsson gelang Jenkins 1973 mit dem Album A Little Touch Of Schmilsson In The Night (1973) ein weiterer Welterfolg, der ihm erneut einen Grammy einbrachte. Die Aufnahmesessions wurden gefilmt und später von der BBC auch als Fernsehspecial ausgestrahlt.
Jenkins war in zweiter Ehe mit der Sopranistin Beverly Jenkins verheiratet, die auf einigen seiner Alben zu hören ist. In seinen letzten Jahren litt Jenkins an ALS, die ihm das Arbeiten zusehends erschwerte und der er schließlich am 1. Mai 1984 erlag. Im Herbst 2005 veröffentlichte sein Sohn Bruce Jenkins, ein in den USA bekannter Sportjournalist aus San Francisco, eine sehr persönlich gehaltene Biographie über seinen Vater.

### Suiten
Zu den markantesten Werken von Gordon Jenkins gehören seine umfänglichen Suiten für Orchester, Vokalsolisten und Chor, oft auch von gesprochenen Zwischentexten begleitet, in denen er seine große musikalische Vielseitigkeit als Komponist und Arrangeur unter Beweis stellte und mit denen er zugleich das Genre des Konzeptalbums stark beeinflusste.
Den Auftakt bildete Manhattan Tower, das Jenkins im Herbst 1945 mit Bill Lee und Beverly Mahr (seiner späteren Ehefrau) als Solisten und Elliott Lewis als Erzähler einspielte und das 1946 als eines der ersten Konzeptalben überhaupt bei Decca herauskam. In verschiedenen Episoden und Klangbildern mit teils experimentellen Zügen verarbeitete Jenkins seine deprimierenden Eindrücke vom ersten Aufenthalt in den Häuserschluchten der Großstadt New York City. Zehn Jahre später erweiterte Jenkins das ursprünglich 17-minütige Werk und brachte es bei Capitol in einer Neuaufnahme als LP heraus. In seinen späteren Suiten griff Jenkins immer wieder auf Elemente aus diesem Stück zurück.
1953 entstand, wiederum mit Bill Lee und Beverly Jenkins als Solisten, die 51-minütige Suite Seven Dreams (Decca), in der die sich in sieben Bildern entfaltende Story erst ganz zum Schluss durch eine raffinierte musikalische Pointe als Traum enttarnt wird. Aus einem der Stücke, Crescent City Blues, entnahm Johnny Cash große Passagen des Textes für seinen Hit Folsom Prison Blues (1955) und wurde dafür gerichtlich verklagt, was ihn zu einer Ausgleichszahlung von 75.000 US-Dollar bewog.
1958 komponierte und arrangierte Jenkins The Letter, die musikalische Geschichte eines Paares und seiner verblassten Liebe, die für Capitol von Judy Garland eingespielt wurde, mit dem kanadischen Schauspieler John Ireland als Partner. 1959 ging Judy Garland damit auf eine große Konzerttournee, die sie unter anderem in die New Yorker Metropolitan Opera führte.
Eine letzte Monumentalsuite entstand 1979 mit Reflections On The Future In Three Tenses für Frank Sinatra, als dritter Teil von Sinatras Dreifach-Album Trilogy: Past-Present-Future (Reprise). Sinatras musikalisch-autobiographische Reise durch Raum und Zeit auf seinem wohl ungewöhnlichsten Album, auf dem als Solistinnen Loulie Jean Norman und wiederum Beverly Jenkins zu hören sind und in dem Jenkins Sinatra auch eine Zeile über sich selbst in den Mund legt („I’ll have Lefty to write me one more chart“ in Before The Music Ends), stieß bei den Kritikern zunächst auf ein geteiltes Echo, fand aber in jüngerer Zeit als neben Manhattan Tower wohl dichteste Komposition von Gordon Jenkins wieder verstärkt Beachtung.

## Diskographie
Alben unter eigenem Namen
- Manhattan Tower (Decca, 1946) (erweiterte Neuaufnahme: Capitol, 1956)
- Seven Dreams (Decca, 1954)
- 26 Years of Academy Award Winning Songs (CG, 1960)

mit Louis Armstrong
- Satchmo In Style (Verve, 1959) (aufgenommen 1949–1954)

mit Judy Garland
- Alone (Capitol, 1956)
- The Letter (Capitol, 1959)

mit Nat King Cole
- Love Is The Thing (Capitol, 1956)
- The Very Thought Of You (Capitol, 1958)
- Spirituals (Capitol, 1959)
- Where Did Everyone Go? (Capitol, 1963)

mit Frank Sinatra
- Where Are You? (Capitol, 1957)
- A Jolly Christmas From Frank Sinatra (Capitol, 1957)
- No One Cares (Capitol, 1959)
- All Alone (Reprise, 1962)
- September Of My Years (Reprise, 1965)
- Ol’Blue Eyes Is Back (Reprise, 1973)
- Reflections On The Future In Three Tenses (= Trilogy, Teil 3; Reprise, 1979)
- She Shot Me Down (Reprise, 1981) (neben Don Costa)